# Un indigène Aruwimi
Un indigène Aruwimi, dit aussi Un indigène Aruwimi - Souvenir de voyage (expédition Stanley), est une œuvre du sculpteur anglais Herbert Ward (1863-1919), conservée au Musée d'Orsay (Paris).

## Histoire
Ce buste d'un homme a été sculpté par Ward - africaniste, illustrateur et explorateur anglais - d'après l'un de ses dessins, réalisés pendant  qu'il était engagé comme officier dans l'expédition d'Henry Morton Stanley, en Afrique centrale. En attendant  Morton Stanley, en 1884-1885 il est resté 14 mois à Yambuya,  sur les rives du fleuve Lohale (ou Aruwimi), une rivière de l'actuelle République démocratique du Congo, affluent du fleuve Congo.  
Rentré en Angleterre, Herbert Ward publia des livres: Five years with the Congo cannibals et en 1910 A voice from the Congo : comprising stories, anectodes, and descriptive notes, qui contenait des photographies des lieux visités, des personnes, l'interieur de sa cabanne et des sculptures qu'il avait réalisées en Afrique, ou selon les croquis qu'il avait apportés d'Afrique. 
Parmi les photographies publiées dans A voice from the Congo, il y avait celle du buste en bronze Un indigène Aruwimi, avec cette légende : « An Aruwimi type. From a bronze by the Author » (« Un type Aruwimi. D’un bronze de l’auteur »).

Une partie du texte que l'on peut lire au à la page 38, en face de cette photographie  : 
« [...] Scarcely a day or a night passed without a savage orgy, followed generally by a sanguinary combat. The forest at the back of the village continually echoed the discordant cries and wails of erring women being beaten by their tyrant masters. Sickening vapours arose each day from the dew-sodden huts when the tropical sun poured forth its fierce heat and blinding glare. All was squalor, and the atmosphere was deeply charged with horrible smells. About a month after their arrival in Basoko, Corporal Alakai was stricken down with fever. »
« [...] À peine un jour ou une nuit passa-t-il sans une orgie sauvage, suivie généralement d'un combat sanguinaire. La forêt, à l'arrière du village, faisait continuellement écho aux cris et aux gémissements discordants de femmes égarées, battues par leurs maîtres tyrans. Des vapeurs écœurantes surgissaient chaque jour des huttes de rosée, lorsque le soleil tropical déversait sa chaleur féroce et son éblouissement aveuglant. Tout était sordide, et l'atmosphère était profondément chargée d'odeurs horribles. Environ un mois après leur arrivée à Basoko, le caporal Alakai a été frappé par la fièvre. »

### Expositions
- 1901 : Salon des artistes français (un exemplaire en plâtre de la sculpture Un indigène Aruwimi - Souvenir de voyage (expédition Stanley)[5].
- 1902 : Salon des artistes français (un exemplaire en bronze de la sculpture Un indigène Aruwimi - Souvenir de voyage (expédition Stanley)
- 1911 : Salon des Orientalistes, Paris.
- 31 janvier 2017-12 novembre 2017 : L'Afrique des routes, Musée du quai Branly, Paris.
- 26 mars 2019-21 juillet 2019 : Le Modèle noir, de Géricault à Matisse, Musée d'Orsay, Paris.

## Images

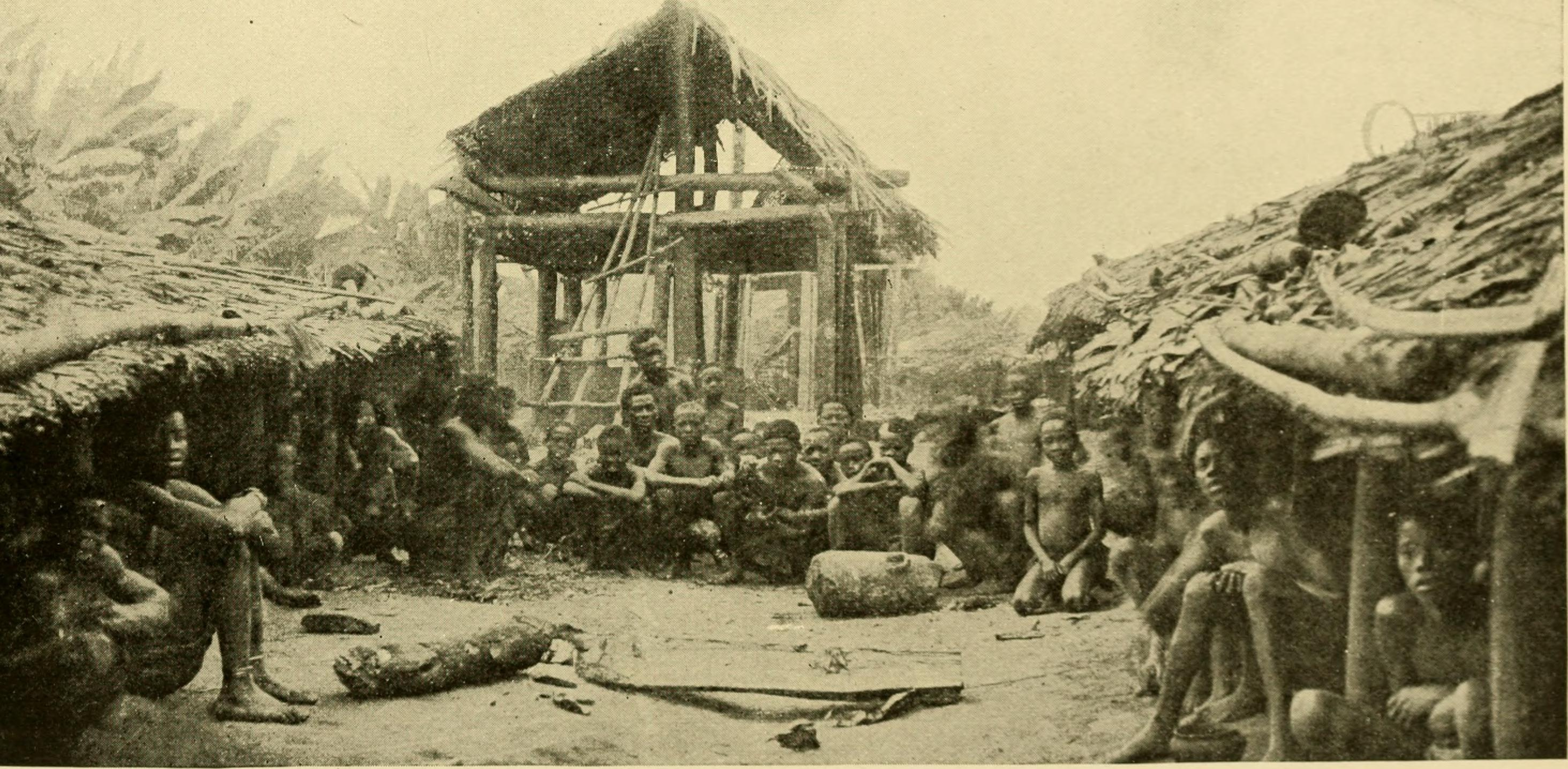
THE TALE OF A TUSK OF IVORY (Le conte d'une défense d'ivoire), dans A voice from the Congo, 1910
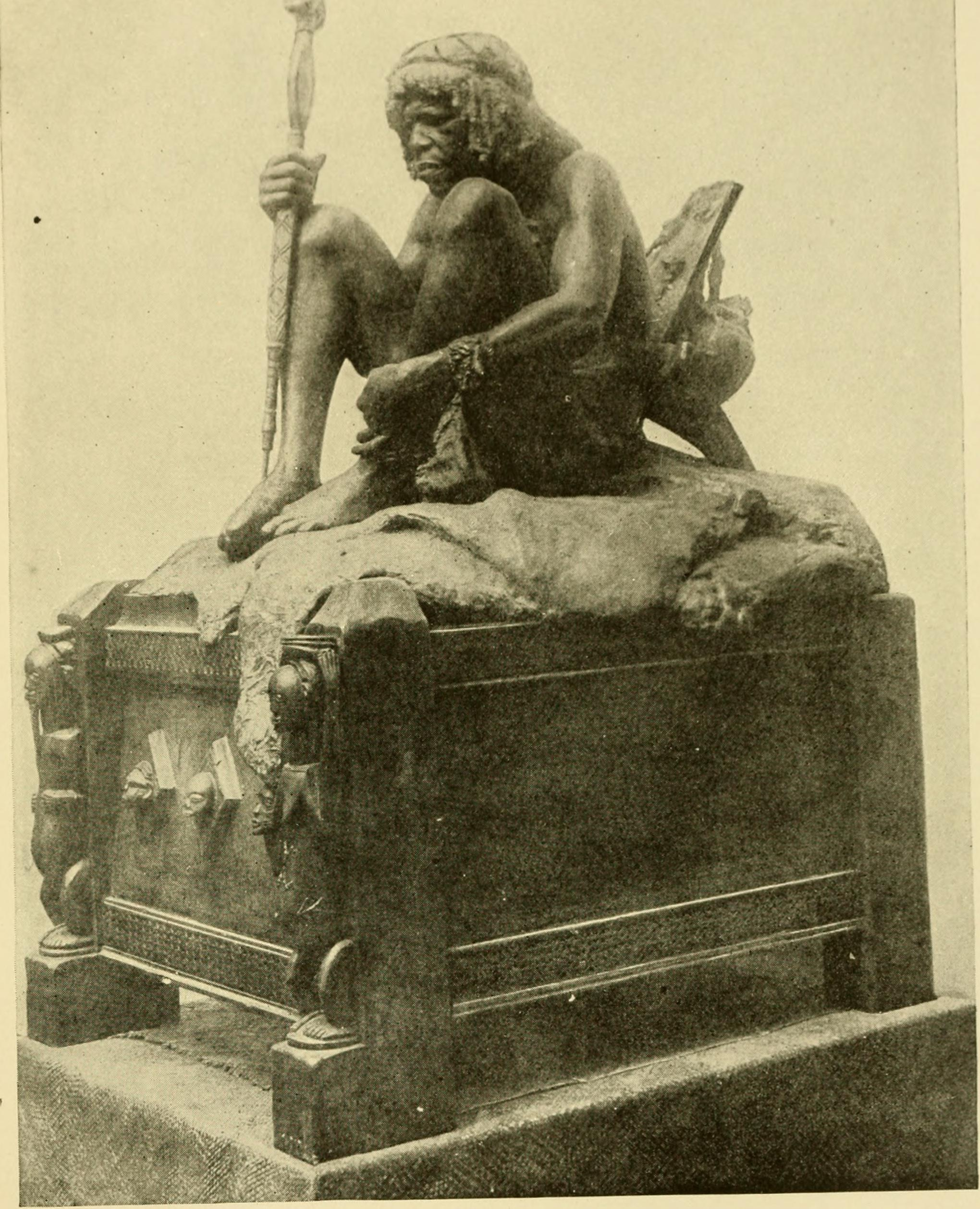
Ward, A Congo chief From a bronze statue by the Author (Gold Medal, Paris Salon 1908), bronze, dans A voice from the Congo, 1910
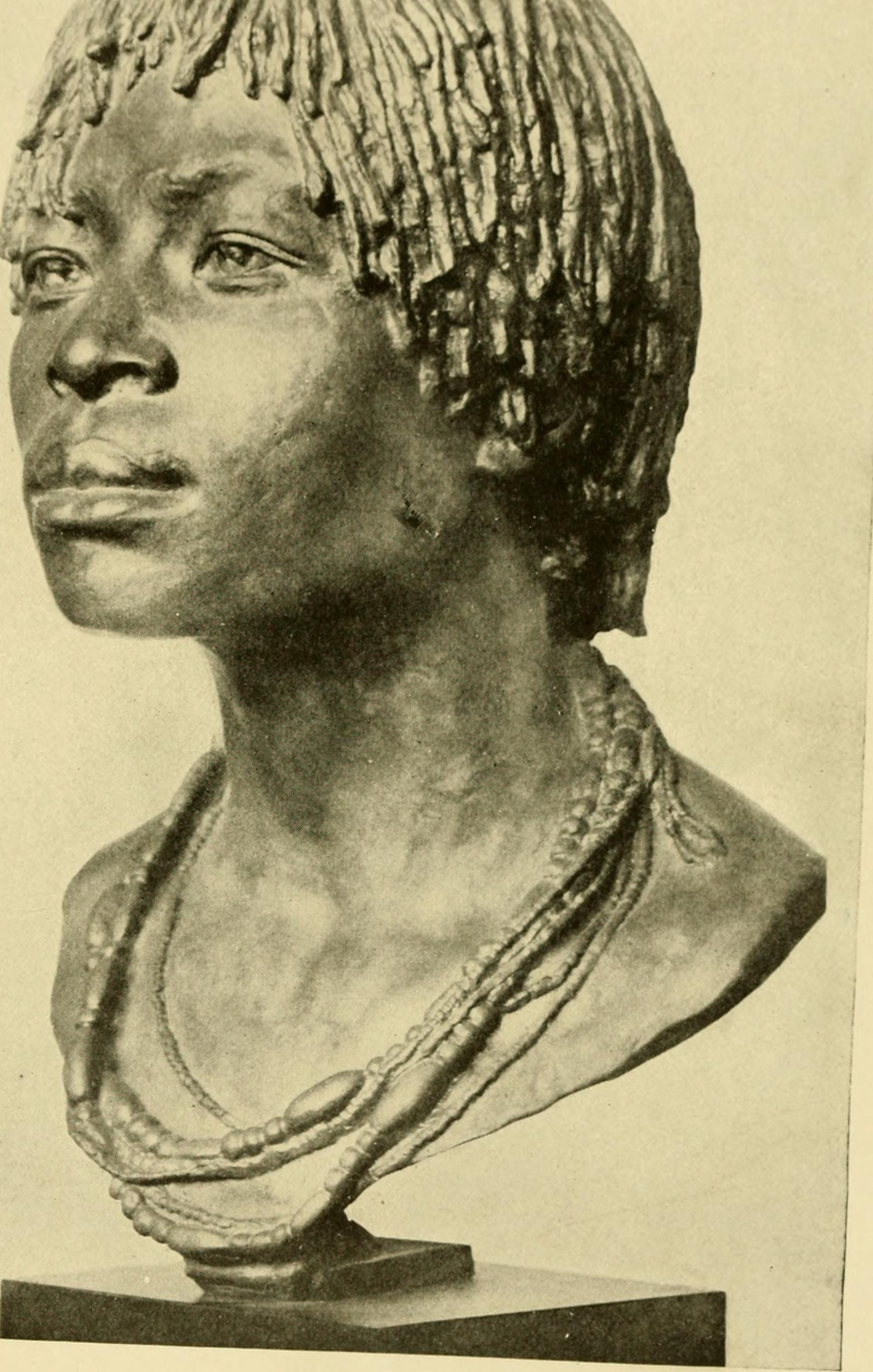
Ward, Femme d'Afrique centrale, bronze, dans A voice from the Congo, 1910
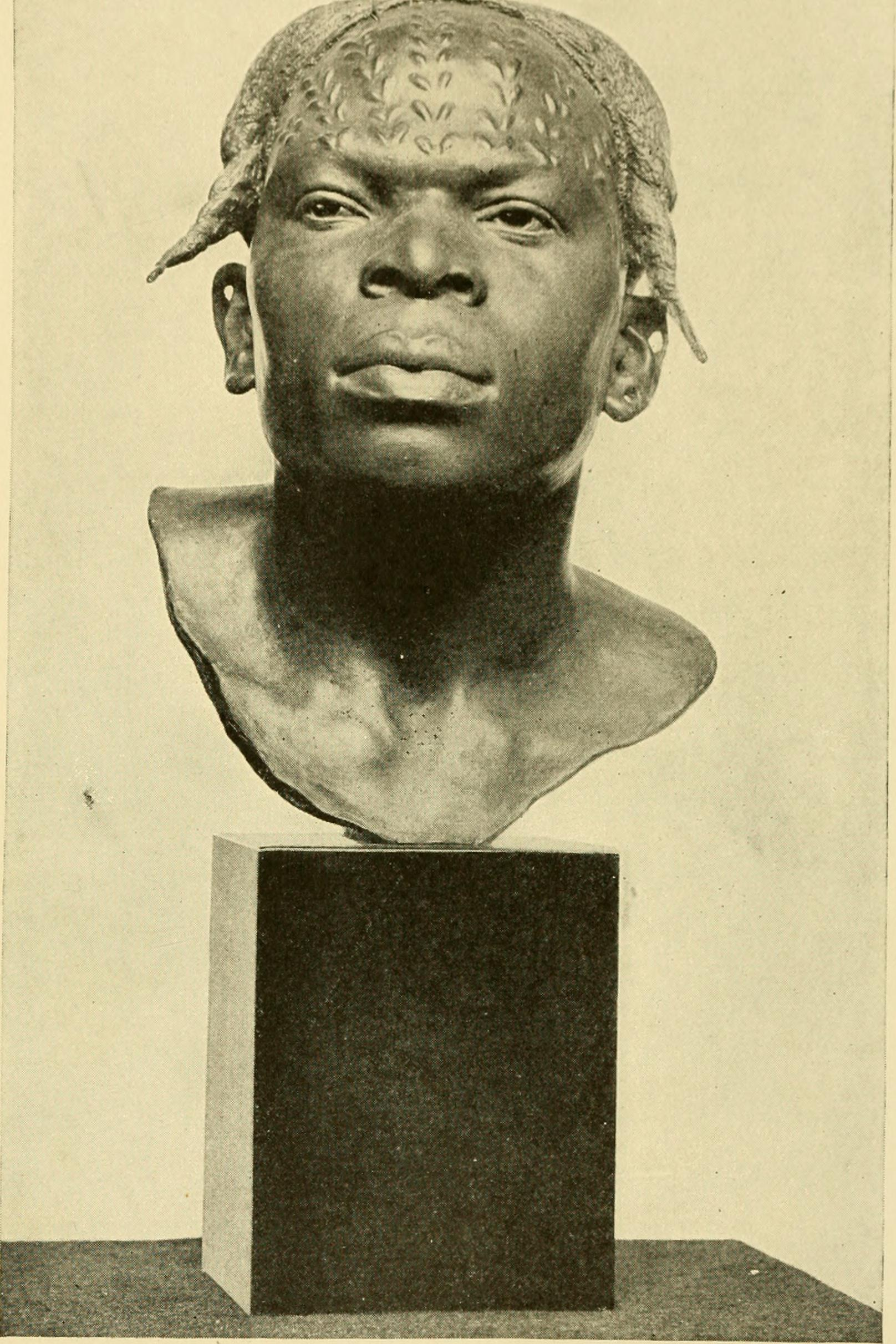
Ward, Un indigène Aruwimi,  bronze, dans A voice from the Congo, 1910